# Action Cycling Team/2012
Deze pagina geeft een overzicht van de Action Cycling Team wielerploeg in 2012.

## Transfers
| Inkomend         | Team 2011 | Uitgaand      | Team 2012 |
| ---------------- | --------- | ------------- | --------- |
| Chien-liang Chen | Onbekend  | Wei Cheng Lee | Onbekend  |
| Wei Chieh Liu    | Onbekend  | Yung Yi Fan   | Onbekend  |
| Wen Lung Chien   | Onbekend  | Po Hao Fang   | Onbekend  |
| Chang Ying Hsieh | Onbekend  | Kun Hung Lin  | Onbekend  |
| Wu Hsin Yang     | Onbekend  | Chung Yu Tsai | Onbekend  |
| Ching Feng Liu   | Onbekend  |               |           |

## Renners
| Naam                           | Geboortedatum     | Nationaliteit | Ploeg 2011 |
| ------------------------------ | ----------------- | ------------- | ---------- |
| Ting Chuan Chang               | 18 september 1992 | Taiwan        |            |
| Chia Chun Chen                 | 27 mei 1991       | Taiwan        |            |
| Chien-liang Chen (vanaf 10/04) | 7 november 1993   | Taiwan        | Onbekend   |
| Ssu Han Chiang                 | 29 september 1989 | Taiwan        |            |
| Wen Lung Chien                 | 25 juni 1989      | Taiwan        | Onbekend   |
| Chun Kai Feng                  | 2 november 1988   | Taiwan        |            |
| Shih Hsin Hsiao                | 3 april 1990      | Taiwan        |            |
| Chang Ying Hsieh               | 31 januari 1993   | Taiwan        | Onbekend   |
| Ching Feng Liu (vanaf 15/11)   | 11 mei 1993       | Taiwan        | Onbekend   |
| Wei Chieh Liu (vanaf 10/04)    | 25 mei 1988       | Taiwan        | Onbekend   |
| Chun Liang Pan                 | 17 september 1991 | Taiwan        |            |
| Wu Hsin Yang (vanaf 25/05)     | 11 mei 1993       | Taiwan        | Onbekend   |

## Kalender (profwedstrijden)
| Wedstrijd          | Datum                | Categorie |
| ------------------ | -------------------- | --------- |
| Ronde van Taiwan   | 10-16 maart 2012     | 2.1       |
| Ronde van China I  | 7-13 september 2012  | 2.1       |
| Ronde van China II | 16-23 september 2012 | 2.1       |

## Overwinningen
| Wedstrijd                     | Datum       | Categorie | Winnaar         |
| ----------------------------- | ----------- | --------- | --------------- |
| 2e etappe Ronde van Singkarak | 5 juni 2012 | 2.2       | Shih Hsin Hsiao |

2010 · 2011 · 2012 · 2013 · 2014 · 2015 · 2016